# Laissey
Laissey és un municipi francès situat al departament del Doubs i a la regió de Borgonya - Franc Comtat. L'any 2007 tenia 437 habitants.

## Demografia

### Població
El 2007 la població de fet de Laissey era de 437 persones. Hi havia 195 famílies de les quals 73 eren unipersonals (24 homes vivint sols i 49 dones vivint soles), 49 parelles sense fills, 57 parelles amb fills i 16 famílies monoparentals amb fills.
La població ha evolucionat segons el següent gràfic:
Habitants censats

### Habitatges
El 2007 hi havia 229 habitatges, 195 eren l'habitatge principal de la família, 17 eren segones residències i 16 estaven desocupats. 180 eren cases i 43 eren apartaments. Dels 195 habitatges principals, 135 estaven ocupats pels seus propietaris, 56 estaven llogats i ocupats pels llogaters i 4 estaven cedits a títol gratuït; 2 tenien una cambra, 16 en tenien dues, 25 en tenien tres, 65 en tenien quatre i 87 en tenien cinc o més. 151 habitatges disposaven pel capbaix d'una plaça de pàrquing. A 90 habitatges hi havia un automòbil i a 57 n'hi havia dos o més.

### Piràmide de població
La piràmide de població per edats i sexe el 2009 era:
| Homes | Edats   | Dones |
| ----- | ------- | ----- |
| 0     | 95 o +  | 0     |
| 0     | 90 a 94 | 0     |
| 0     | 85 a 89 | 4     |
| 0     | 80 a 84 | 4     |
| 8     | 75 a 79 | 24    |
| 16    | 70 a 74 | 8     |
| 16    | 65 a 69 | 16    |
| 8     | 60 a 64 | 16    |
| 8     | 55 a 59 | 8     |
| 8     | 50 a 54 | 16    |
| 20    | 45 a 49 | 16    |
| 20    | 40 a 44 | 4     |
| 12    | 35 a 39 | 20    |
| 8     | 30 a 34 | 8     |
| 16    | 25 a 29 | 16    |
| 0     | 20 a 24 | 8     |
| 16    | 15 a 19 | 20    |
| 8     | 10 a 14 | 12    |
| 16    | 5 a 9   | 12    |
| 20    | 0 a 4   | 4     |

## Economia
El 2007 la població en edat de treballar era de 255 persones, 196 eren actives i 59 eren inactives. De les 196 persones actives 175 estaven ocupades (101 homes i 74 dones) i 21 estaven aturades (7 homes i 14 dones). De les 59 persones inactives 24 estaven jubilades, 19 estaven estudiant i 16 estaven classificades com a «altres inactius».

### Ingressos
El 2009 a Laissey hi havia 201 unitats fiscals que integraven 444 persones, la mediana anual d'ingressos fiscals per persona era de 16.797 €.

### Activitats econòmiques
Dels 14 establiments que hi havia el 2007, 3 eren d'empreses extractives, 1 d'una empresa alimentària, 1 d'una empresa de fabricació d'altres productes industrials, 3 d'empreses de construcció, 2 d'empreses de comerç i reparació d'automòbils, 1 d'una empresa de transport, 2 d'empreses d'hostatgeria i restauració i 1 d'una entitat de l'administració pública.
Dels 3 establiments de servei als particulars que hi havia el 2009, 1 era una lampisteria, 1 electricista i 1 restaurant.
L'únic establiment comercial que hi havia el 2009 era una carnisseria.

## Equipaments sanitaris i escolars
El 2009 hi havia una escola maternal integrada dins d'un grup escolar amb les comunes properes formant una escola dispersa.

## Poblacions més properes
El següent diagrama mostra les poblacions més properes.